# Classe Bremen (frégate)
Pour les articles homonymes, voir Bremen.
La classe F122 Bremen est une classe de frégates de la marine allemande, produite en 8 exemplaires entrés en service entre 1982 et 1990. Leur conception est basée sur la classe néerlandaise Kortenaer déjà éprouvée mais utilise un système de propulsion et une disposition de hangar différents. Ces navires sont principalement conçus pour la lutte anti-sous-marine bien qu'ils ne soient pas équipés de sonars remorqués. Ils sont aussi équipés pour la guerre de surface et de défenses anti-aériennes.
Cette classe est l'une des dernières construites dans le cadre des restrictions imposées à l'Allemagne de l'Ouest après-guerre.
Les frégates de classe Bremen, ancien pilier de la flotte de surface allemande, sont remplacés par les frégates de classe F125 Brandenburg. La dernière est retirée le 15 novembre 2022.

## Emploi
Pendant la guerre froide, la mission principale de ces navires était d’escorter les convois pour le renforcement et le ravitaillement des forces alliées en Europe dans l’Atlantique Nord. Ils ont souvent participé aux forces de présence permanentes de l’OTAN.
Depuis 1990, ils navires ont participé à d’autres missions de soutien, comme les opérations d’embargo contre l’ex-Yougoslavie dans la mer Adriatique ou l’opération Enduring Freedom contre le terrorisme international.
Au cours de leur vie, l’équipement de ces navires a souvent été modernisé et ils se sont avérés être des plates-formes fiables.

## Actions notables
Le 25 décembre 2008, la frégate Karlsruhe a aidé avec succès un cargo égyptien à repousser les pirates dans le golfe d’Aden.
En 2012, la frégate Rheinland-Pfalz aurait été utilisé pour recueillir des renseignements sur les mouvements de troupes syriennes à transmettre à l’Armée syrienne libre .
En décembre 2015, la frégate Augsbourg a rejoint le porte-avions français Charles de Gaulle dans le sud-est de la Méditerranée pour se rendre en mer d’Oman dans le cadre de l’intervention contre l’État islamique dans la guerre civile syrienne.

## Navires
| Numéro de coque | Nom             | Constructeur           | Pose de la quille | Lancement         | Mise en service | Retrait du service |
| --------------- | --------------- | ---------------------- | ----------------- | ----------------- | --------------- | ------------------ |
| F207            | Bremen          | Bremer Vulkan, Brême   | 9 juillet 1979    | 27 septembre 1979 | 7 mai 1982      | 28 mars 2014       |
| F208            | Niedersachsen   | AG Weser, Brême        | 9 novembre 1979   | 9 juin 1980       | 15 octobre 1982 | 26 juin 2015       |
| F209            | Rheinland-Pfalz | Blohm + Voss, Hambourg | 25 septembre 1979 | 3 septembre 1980  | 9 mai 1983      | 22 mars 2013       |
| F210            | Emden           | Nordseewerke, Emden    | 23 juin 1979      | 17 décembre 1980  | 7 octobre 1983  | 29 novembre 2013   |
| F211            | Köln            | Blohm + Voss, Hambourg | 16 juin 1980      | 29 mai 1981       | 19 octobre 1984 | 31 juillet 2012    |
| F212            | Karlsruhe       | Howaldtswerke, Kiel    | 10 mars 1981      | 8 janvier 1982    | 19 avril 1984   | 16 juin 2017       |
| F213            | Augsburg        | Bremer Vulkan, Brême   | 4 avril 1987      | 17 septembre 1987 | 3 octobre 1989  | 30 juin 2019       |
| F214            | Lübeck          | Nordseewerke, Emden    | 1er juin 1987     | 15 octobre 1987   | 19 mars 1990    | 15 décembre 2022   |

## Images

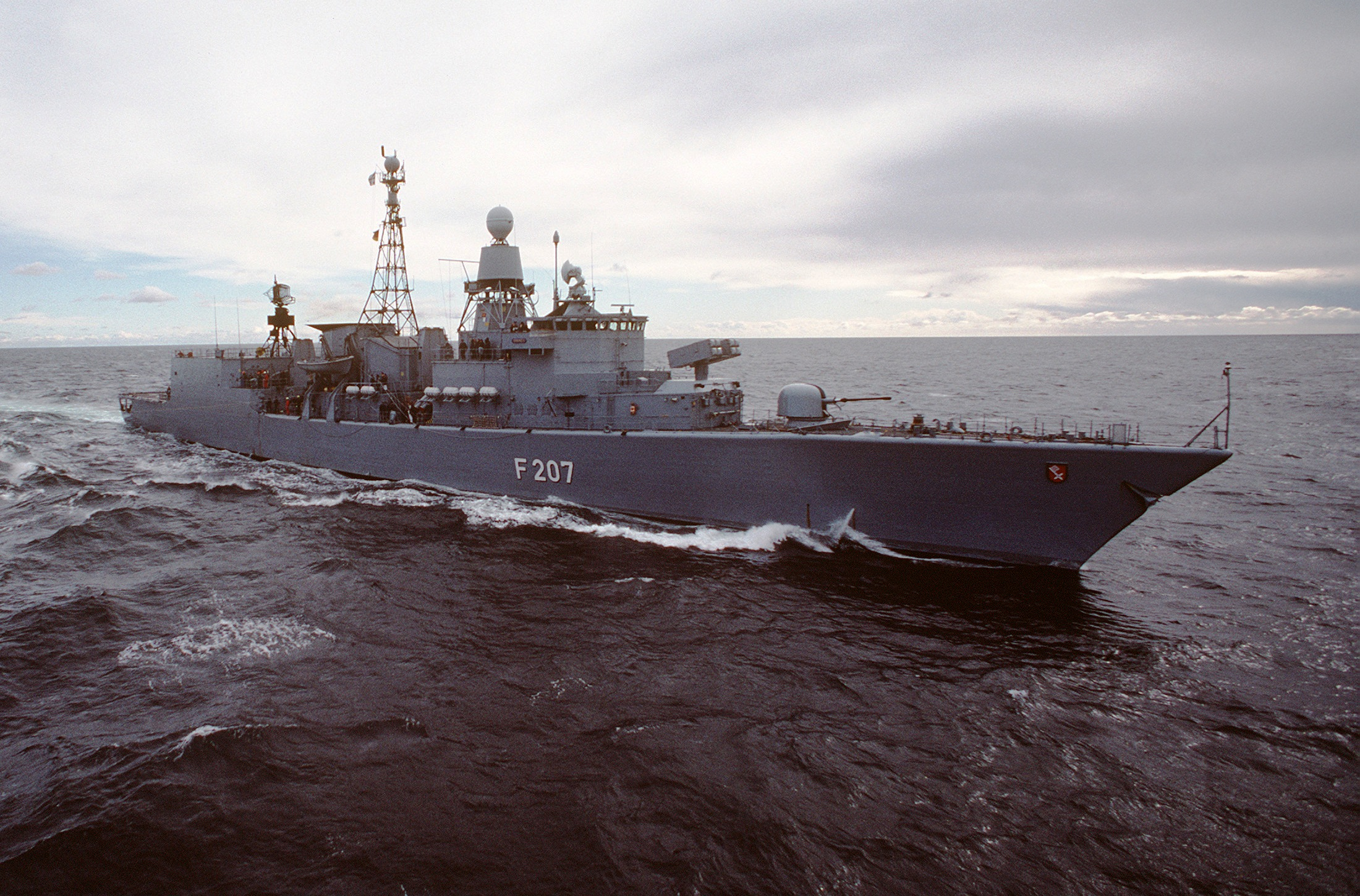
Frégate F207 Bremen
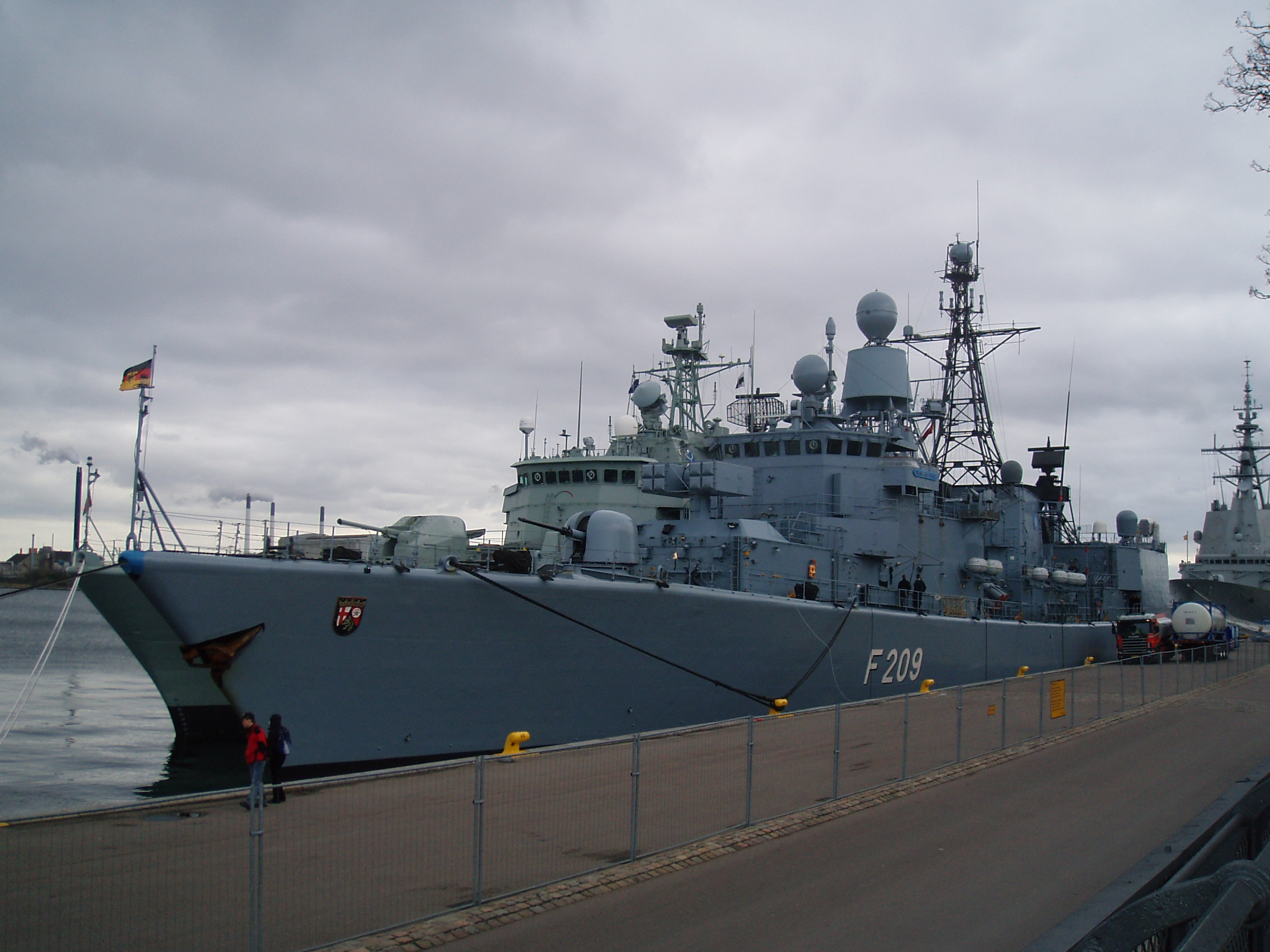
Frégate F209 Rheinland-Pfalz
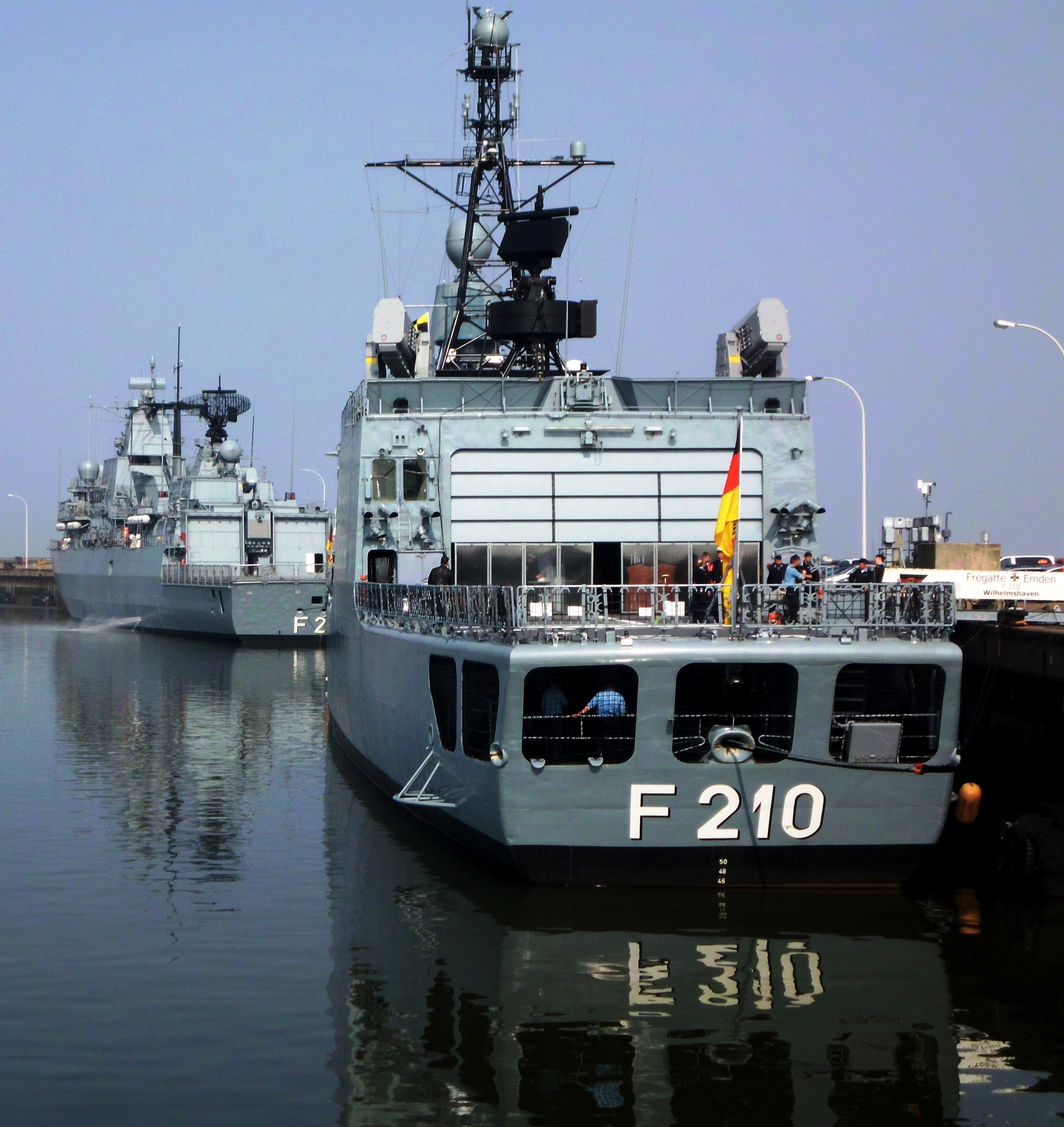
Frégate F210 Emden
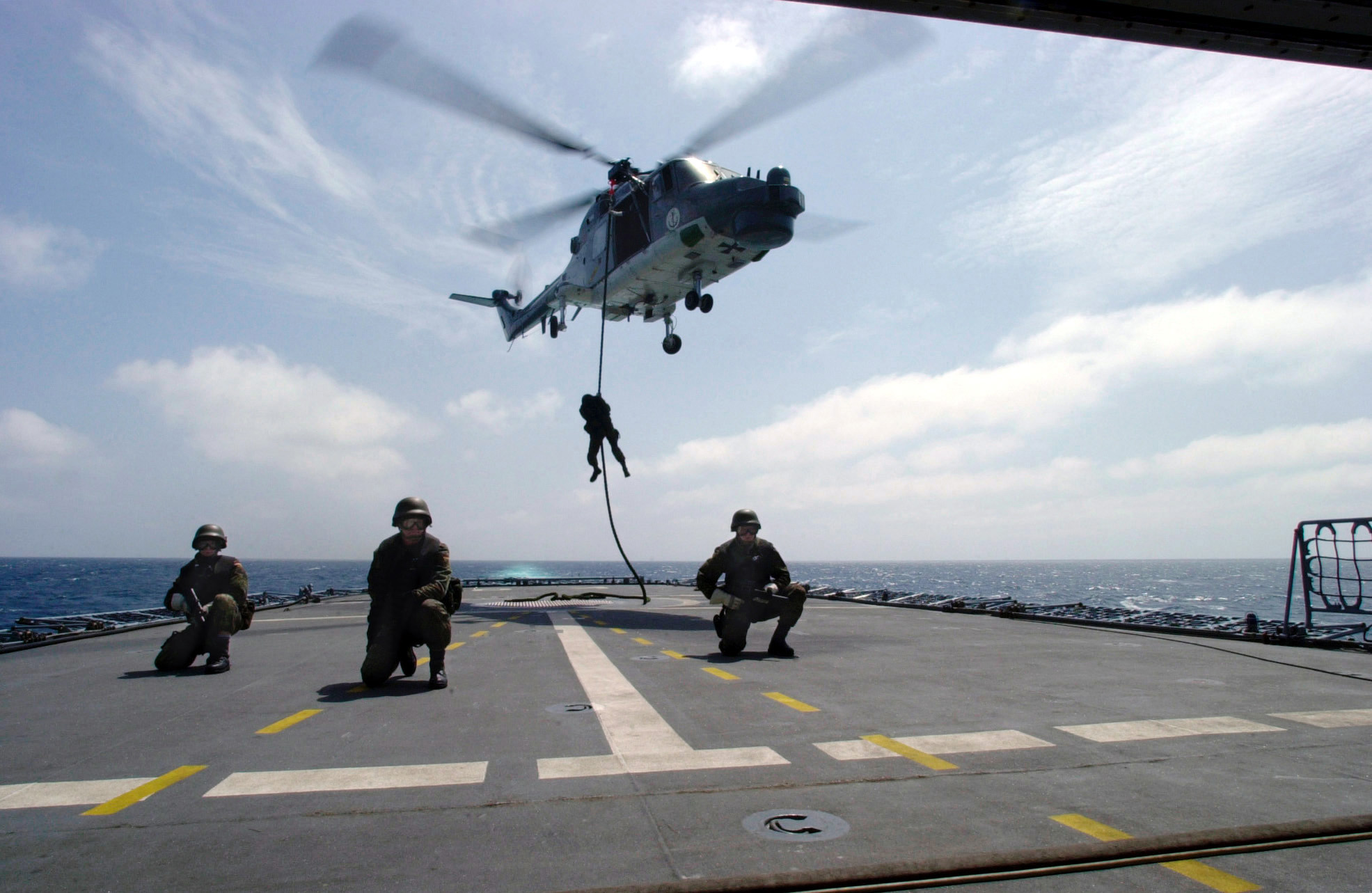
exercice sur la frégate F211 Köln
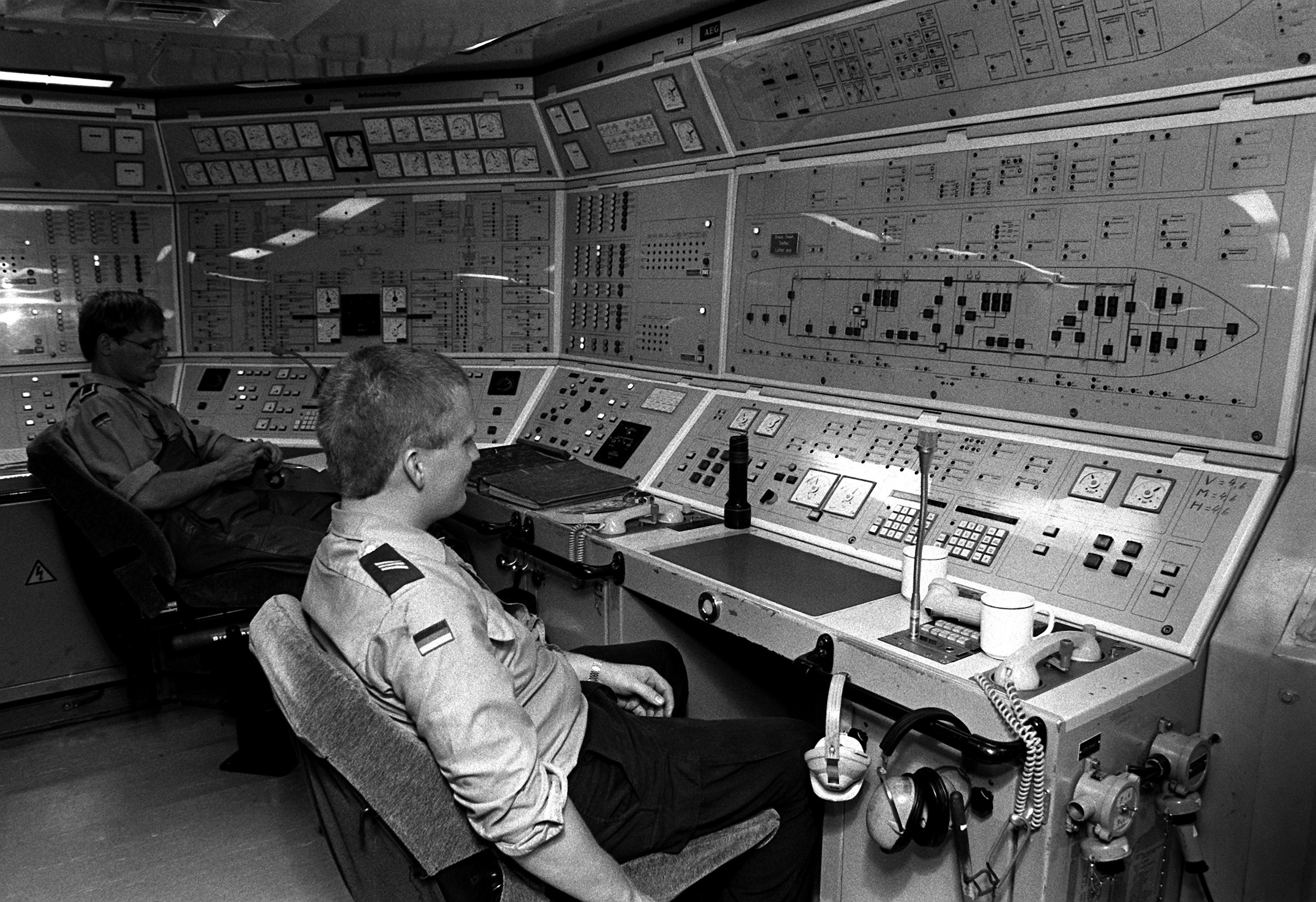
Salle de contrôle de la frégate F212 Karlsruhe
Hangar de la frégate F212 Karlsruhe
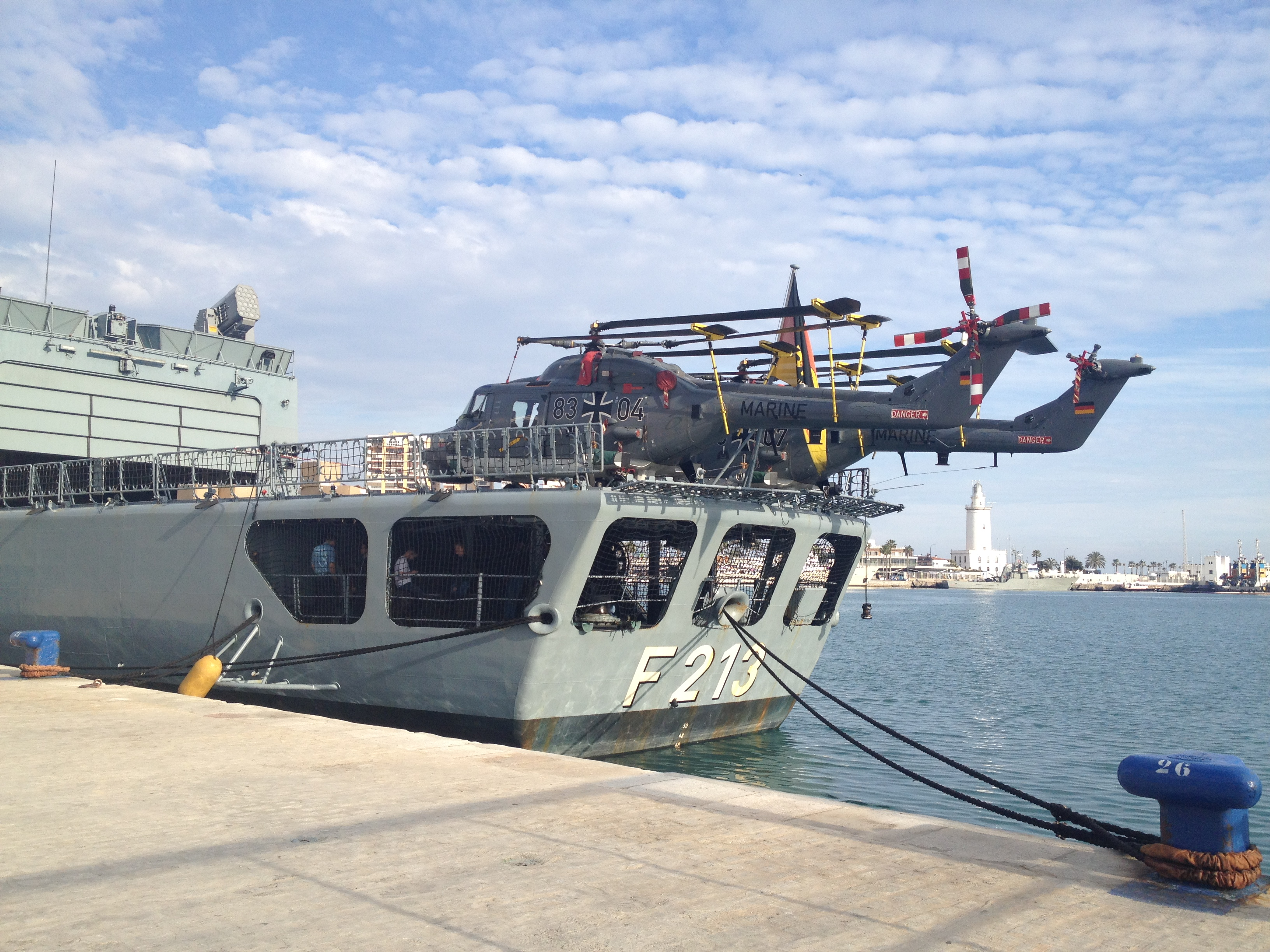
Frigate F213 Augsburg
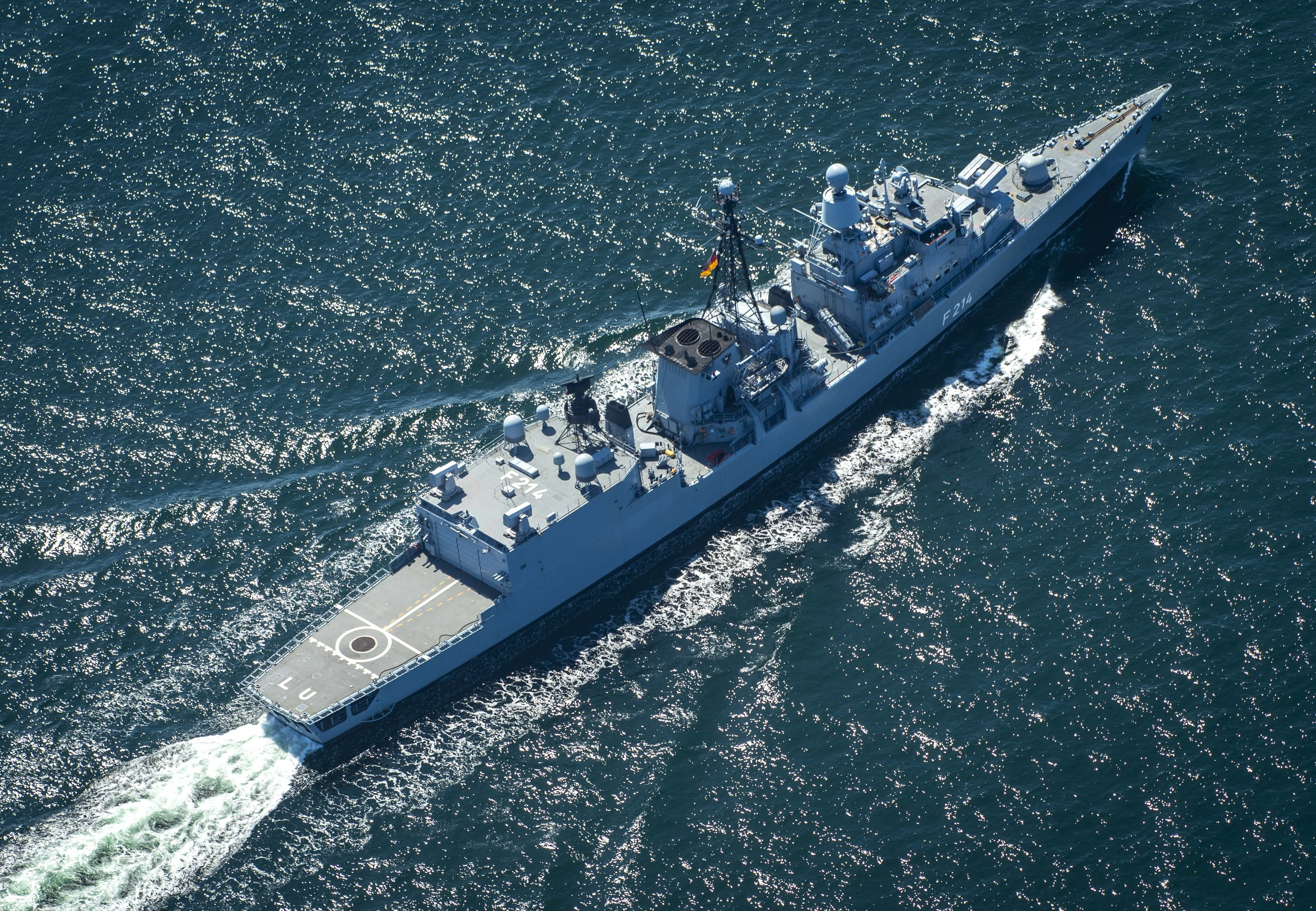
Frégate F214 Lübeck